# Monestir de Khobi
El monestir de Khobi (en georgià: ხობის მონასტერი), oficialment convent de la Dormició de Nojikhevi (ნოჯიხევის ყოვლადწმინდა ღვთისმშობლის მიძინების სახელობის დედათა მონასტერი), és un monestir de l'Església ortodoxa georgiana, situat a uns 4 km del poble de Khobi. L'església data del segle xiii. L'exterior està adornat amb pedra tallada, mentre que l'interior conté pintures al fresc. Va servir com a abadia de la dinastia Dadiani de Mingrèlia i albergava diverses relíquies i icones cristianes. El monestir està inscrit en la llista de Monuments Culturals destacats de Geòrgia.

## Situació
El monestir de Khobi està situat al poble de Nojikhevi, a uns 4 km al nord de la ciutat de Khobi, a la regió de Samtskhé, a Geòrgia. L'àrea és part de la província històrica i cultural de Mingrèlia, tocant a Abkhàzia, amb la qual fa frontera.

## Història

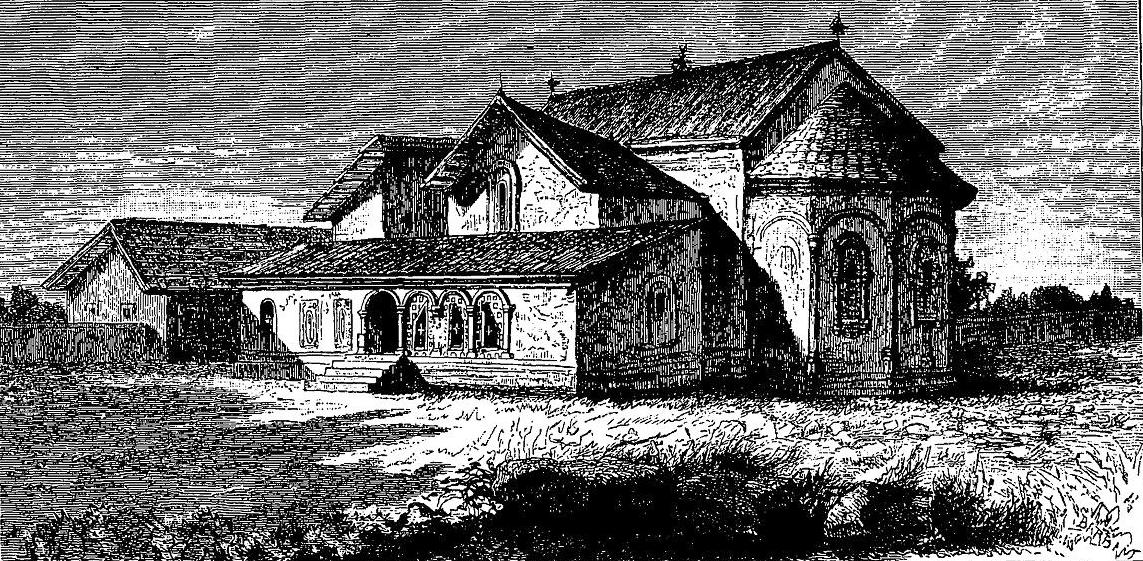
Monestir per Roskoschny el 1884

La primera menció registrada de Khobi, posteriorment coneguda com a Khopi, i el seu bisbe Egnate, apareix en un document georgià del monestir de la Creu, datat d'entre 1212 i 1222. La data exacta en la qual es va construir l'església és desconeguda, però la datació de la segona meitat del segle xiii de l'historiador d'art Vakhant Beridze ha guanyat terreny. El monestir va servir com a abadia familiar i cementiri dels Dadiani, una dinastia principesca de Mingrèlia. Els visitants del segle xvii a Mingrèlia van informar que Khobi era venerada per les relíquies cristianes que contenia, com la túnica de la Mare de Déu i parts del cos dels sants Margarida d'Antioquia i Ciríac d'Atalia. Després d'una pausa en l'era soviètica, l'església de Khobi va ser restaurada per a ús cristià i actualment serveix com a convent.

## Descripció
Khobi és una església amb planta de saló sense cúpula, amb voltes encreuades. Les cantonades nord-oest i sud-oest havien estat assignades a capelles individuals (eukterion), però després ambdues van ser connectades a l'àrea central. Tota la longitud de les façanes oest i sud està flanquejada per una galeria oberta, que acaba en una capella tancada a l'extrem est de la façana sud. Les façanes estan decorades amb pedra tallada. Les parets internes estan adornades amb un conjunt de frescs del segle xiii al XIV, influïts per l'art tardà romà d'Orient dels paleòlegs, i del segle xvii. A més a més de les pintures religioses, hi ha frescs que representen membres de la família Dadiani, amb inscripcions en alfabet georgià.

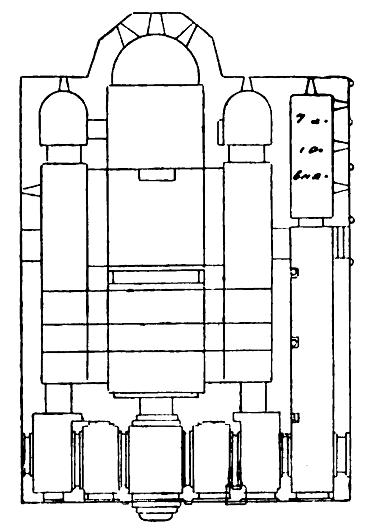
Plànol de l'església
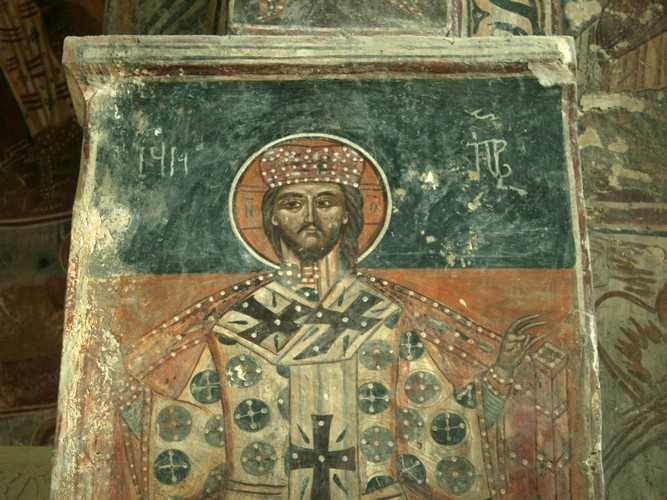
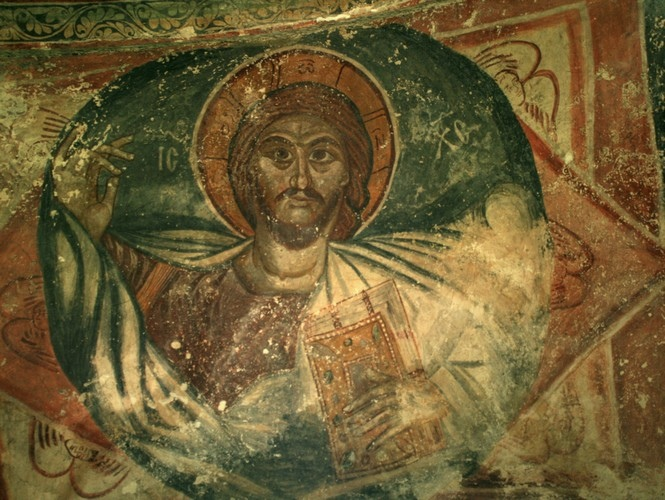
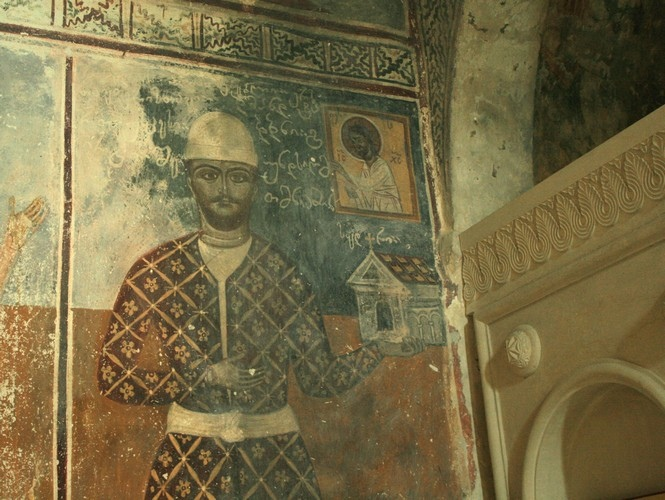

Una llarga inscripció a la capella sud, en l'escriptura georgiana medieval asomtavruli, relata que una gran col·lecció de columnes de marbre, capitells i fragments de l'ambó va ser portada aquí per Vameq I Dadiani (mort el 1396) com a part del botí de guerra de la seva victoriosa campanya contra els abkhazos. Aquestes peces de maçoneria, algunes d'origen romà d'Orient i que daten del segle v, s'utilitzen per decorar les parets de la capella.

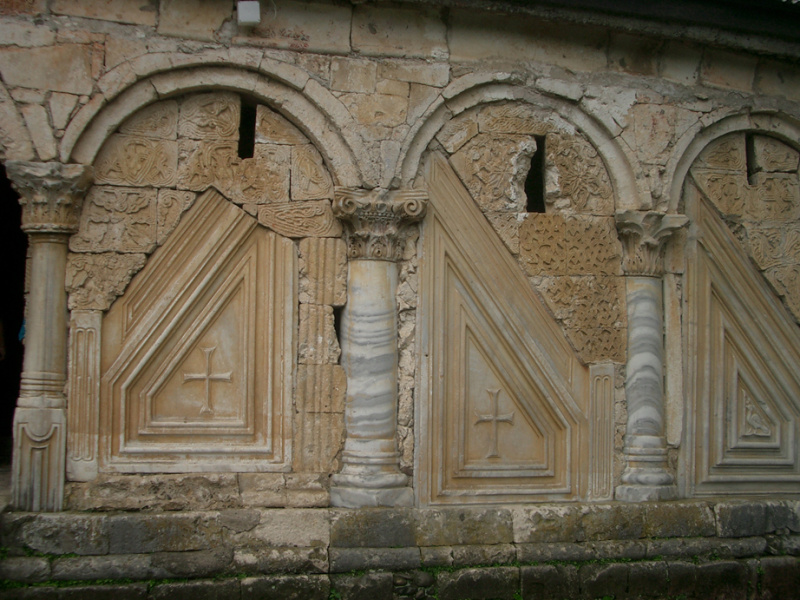
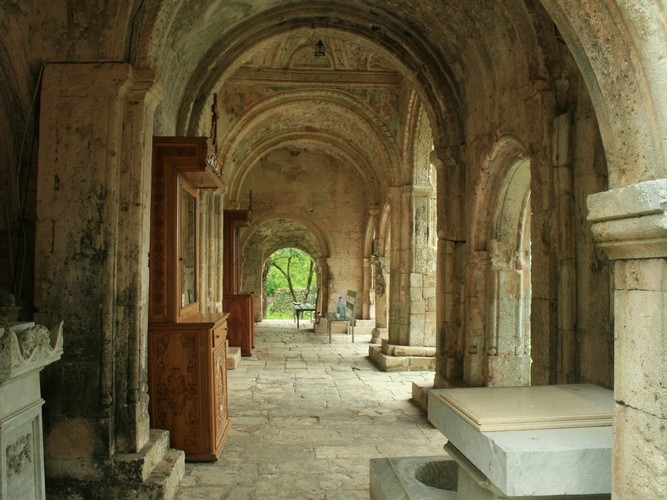
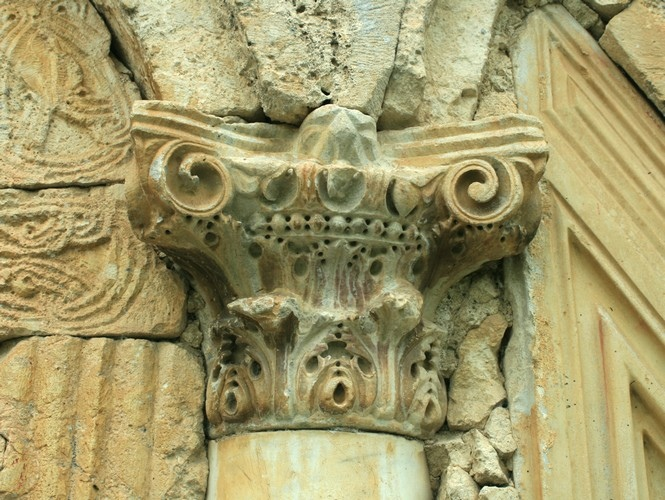
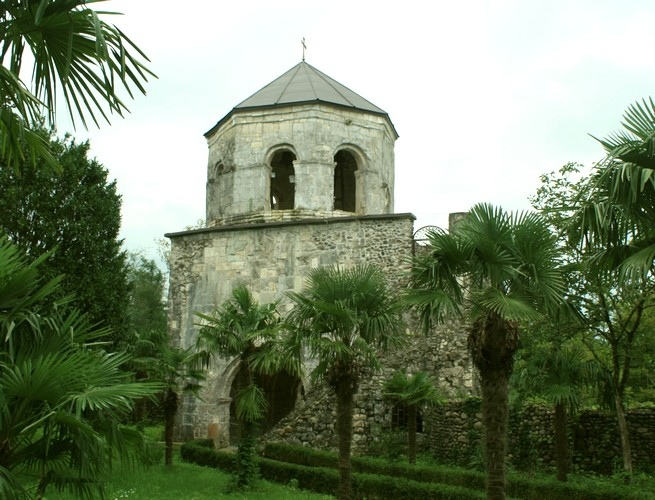
Campanar

No gaire lluny de l'església principal, hi ha un campanar del segle xiv al XVII, ruïnes d'un palau episcopal del segle xvii i restes d'una paret, restaurada en un projecte administrat pel govern l'any 2016.